# Elsa Beskowová
Elsa Beskowová (rodným jménem Maartmanová; 11. února 1874 Stockholm – 30. června 1953 Stockholm) byla švédská spisovatelka a ilustrátorka knih pro děti. Napsala čtyřicet knih, které si sama ilustrovala. Její díla zobrazovala šťastnou domácí atmosféru na švédském venkově konce devatenáctého a začátku dvacátého století. K jejím nejznámějším knihám patří Sagan om den lilla, lilla gumman a Tant Grön, tant Brun och tant Gredelin. Beskowová také ilustrovala slabikáře a zpěvníky pro švédské školy. Jejím manželem byl teolog Natanael Beskow, který byl bratrancem spisovatelky Elisabeth Beskowové. V roce 1958 byla založena Cena Elsy Beskowové určená pro nejlepší švédské ilustrátory.